# Reaktywacja (zespół muzyczny)
Reaktywacja – polski zespół muzyczny założony w 2013 roku przez Fundację im. Andrzeja Cudzicha i prowadzony przez kontrabasistę Mikołaja Budniaka z nurtu rockowej muzyki chrześcijańskiej.

## Historia zespołu
Zespół Reaktywacja powstał w 2013 roku zainspirowany postacią i twórczością kontrabasisty jazzowego, Andrzeja Cudzicha (1960-2003), a zarazem twórcy formacji AmenBand. Fundacja im. Andrzeja Cudzicha powołała zespół do życia, aby oddać hołd Andrzejowi Cudzichowi w 10. rocznicę jego śmierci. Piosenka „Chwała”, będąca niejako testamentem Andrzeja Cudzicha, wyznacza zespołowi kierunek działania. 
W 2014 roku Fundacja im. Andrzeja Cudzicha wydała płytę (EP) zespołu Reaktywacja, której premiera miała miejsce 1 listopada 2014 roku w Programie Trzecim Polskiego Radia w Muzycznym Studio Polskiego Radia im. Agnieszki Osieckiej, a także w Telewizji Polskiej TVP1 w programie Między Ziemią a Niebem. Płyta stanowiła cegiełkę na Światowe Dni Młodzieży 2016 (akcja Bilet dla Brata) i uzyskała drugą lokatę w plebiscycie na płytę roku organizowanym przez Festiwal Chrześcijańskie Granie. Ponadto zapoczątkowała ona akcję „Reaktywacja to styl życia” prowadzoną przez zespół na Instagramie, której symbolem są pomarańczowe okulary znajdujące się na okładce. 
Zespół wystąpił na Krakowskiej Nocy Światła w 2015 roku oraz na koncercie z okazji 1050. rocznicy Chrztu Polskiego w Zielonej Górze w 2016 roku. W 2016 pojawił się na dwóch koncertach w czasie Światowych Dni Młodzieży 2016: w ramach World Youth Day (jako jedyny zespół z Polski) oraz Festiwalu Młodych. 
W 2018 roku formacja nagrała Maxi-Singiel "NOVA".
Członkowie zespołu: Marta Fedyniszyn - wokal, Przemysław Kleczkowski - wokal, Łukasz Wicher - wokal, Łukasz Belcyr - gitara, Grzegorz Sykulski - instrumenty klawiszowe, Mikołaj Budniak (lider zespołu) - bas, Piotr Budniak - perkusja.